# Cambridge (Idaho)
Cambridge – wieś w Stanach Zjednoczonych, w stanie Idaho, w hrabstwie Washington.